# Panaspis wilsoni
Panaspis wilsoni е вид влечуго от семейство Сцинкови (Scincidae).

## Разпространение
Видът е разпространен в Судан.